# Philautus andersoni
Philautus andersoni é uma espécie de anfíbio da família Rhacophoridae.
Pode ser encontrada nos seguintes países: China, Índia, Myanmar e possivelmente em Bangladesh.
Os seus habitats naturais são: florestas subtropicais ou tropicais húmidas de baixa altitude, pântanos e marismas intermitentes de água doce.